# Xinchang (sockenhuvudort i Kina, Hunan Sheng, lat 29,26, long 109,73)
Xinchang (kinesiska: 新场, 盐井乡) är en sockenhuvudort i Kina. Den ligger i provinsen Hunan, i den södra delen av landet, omkring 340 kilometer väster om provinshuvudstaden Changsha. Antalet invånare är 5 554. Befolkningen består av 2 636 kvinnor och 2 918 män. Barn under 15 år utgör 23,0 %, vuxna 15-64 år 64 %, och äldre över 65 år 12,0 %.
Runt Xinchang är det ganska tätbefolkat, med 116 invånare per kvadratkilometer. Närmaste större samhälle är Hongyanxi, 10,0 km väster om Xinchang. I omgivningarna runt Xinchang växer i huvudsak blandskog.
Genomsnittlig årsnederbörd är 1 711 millimeter. Den regnigaste månaden är maj, med i genomsnitt 288 mm nederbörd, och den torraste är december, med 22 mm nederbörd.